# Parafia Najświętszego Serca Pana Jezusa w Jaćmierzu
Parafia Najświętszego Serca Pana Jezusa w Jaćmierzu – parafia Kościoła Polskokatolickiego w RP, położona w dekanacie podkarpackim diecezji krakowsko-częstochowskiej. Obecnie parafia jest mało liczna, ale jej wierni aktywnie uczestniczą w życiu liturgicznym wspólnoty. Msze św. sprawowane są codziennie o godz. 18:00, a w niedzielę i święta o godz. 9:00 i 11:00.
Parafia Najświętszego Serca Pana Jezusa w Jaćmierzu, koło Bażanówki na Rzeszowszczyźnie powstała w wyniku konfliktu między miejscowym wikariuszem parafii rzymskokatolickiej a biskupem przemyskim Józefem Sebastianem Pelczarem. Ksiądz wikary Michał Grzyś, który opowiedział się za parcelacją źle gospodarujących folwarków, popadł w niełaskę u okolicznych dziedziców, za którymi stanął biskup. Chciał więc go przenieść na inną parafię, lecz parafianie sprzeciwili się temu. W efekcie na polecenie biskupa – wikariusza zabrała policja, a rozgoryczeni wierni poprosili o pomoc kapłana polskokatolickiego z parafii Najświętszego Serca Pana Jezusa w Bażanówce, przechodząc jednocześnie do Polskiego Narodowego Kościoła Katolickiego (od 1951 pod nazwą: Kościół Polskokatolicki). Mieszkańcy Bażanówki i Jaćmierza w dużej części składają się z reemigrantów ze Stanów Zjednoczonych Ameryki Północnej, toteż Polski Narodowy Kościół Katolicki i jego ideologia były im znane już od dawna.
Jaćmierzanie już w 1922 wysłali petycję w sprawie założenia na ich terenie parafii narodowej, ale ówczesny rząd polski nie wyrażał na to zgody. Dopiero w 1925 w gminie Jaćmierz uzyskano zgodę – i to na odprawianie tylko nabożeństw prywatnych. Pierwszą mszę św. odprawił tutaj bp Franciszek Bończak 25 stycznia 1925. Początkowo wspólnotę jaćmierską obsługiwał proboszcz z Bażanówki, ks. Apolinary Filarski. Samodzielną parafię w Jaćmierzu erygowano w latach 30. XX w. Po II wojnie światowej duszpasterzował tutaj ks. Franciszek Rumiński, a po nim ks. Jan Firlej. Liczba wiernych od tego czasu nigdy nie przekroczyła 150 osób. Od 1980 proboszczem jest tutaj ks. mgr Jerzy Uchman.
14 sierpnia 2011 wspólnota polskokatolicka w Jaćmierzu przeżywała jubileusz 90-lecia swojego istnienia. Na uroczystość przybył bp prof. dr hab. Wiktor Wysoczański – zwierzchnik Kościoła Polskokatolickiego, towarzyszyli mu ks. dziekan Henryk Dąbrowski z Warszawy, ks. dziekan dr Mieczysław Piątek z Majdanu Nepryskiego, ks. dziekan Ryszard Rawicki z Sanoka, ks. mgr Andrzej Pastuszek z Bażanówki, ks. Roman Jagiełło z Łęk Dukielskich oraz ks. mgr Leszek Kołodziejczyk z Bolesławia.